# María la Jabalina
María Pérez Lacruz (Teruel, 3 de mayo de 1917 - Paterna, 8 de agosto de 1942), más conocida por el seudónimo de la Jabalina por provenir su familia de la zona de Jabaloyas, fue una militante anarquista española, miembro de las Federación Ibérica de Juventudes Libertarias.

## Biografía
Hija de Isabel Lacruz Civera y Manuel Pérez de la Esperanza. En 1923 la familia se trasladó a Sagunto en busca de trabajo, dada la gran conflictividad que existía en Teruel por las penosas condiciones laborales de los trabajadores del ferrocarril y la minería. Desde muy joven, Pérez y sus cinco hermanos ayudaron a la economía familiar trabajando en un puesto de verduras y en la limpieza de una casa particular. En 1934 se unió a la Federación Ibérica de Juventudes Libertarias.
Al declararse el golpe de Estado que dio lugar a la Guerra Civil, y con solo diecinueve años, María se incorporó a la Columna de Hierro en favor de la legalidad republicana en Sarrión, donde participó como enfermera en la creación de un hospital del frente. El 23 de agosto de 1936, durante la Batalla de Teruel, fue herida de bala en una pierna en Puerto Escandón. Tras casi seis meses en el Hospital Provincial de Valencia permaneció en retaguardia, trabajando en una fábrica de armamento de Sagunto, y después en Cieza, donde se trasladó un breve periodo, trabajando en una siderúrgica. Terminada la guerra con la victoria del bando sublevado, fue detenida por la Guardia Civil el 23 de abril de 1939, estando embarazada, por orden del oficial jefe de la 24 Compañía Expedicionaria:

[...] continuando en la labor de depuración del vecindario, tuvo conocimiento de que María Pérez Lacruz había prestado servicios en la llamada Columna de Hierro del ejército marxista, por lo que fue atentamente requerida y personada ante el que suscribe y legalmente interrogada contestó a las preguntas que se le hicieron.

Tras prestar declaración en la que se le interrogó acerca de quiénes estaban con ella en la Columna de Hierro y quiénes cometieron asesinatos y robos en Sarrión, fue rapada y paseada, y después puesta en libertad. Fue llamada a declarar de nuevo a finales de mayo, negándose a ratificar la declaración que le fue leída por un capitán juez militar alegando que había contenidos que no eran ciertos. Fue puesta en libertad y el día siguiente, 31 de mayo, fue detenida y encarcelada nuevamente en la cárcel del Puerto de Sagunto sin acusación alguna.
Se le instruyó después un pliego de cargos por «auxilio a la rebelión». En los informes pedidos por el juez instructor a las autoridades del Puerto de Sagunto y Cieza se señaló a María como mujer amancebada, de «carácter libertino», «exaltada» y que cuando trabajó en la siderurgia participaba públicamente de los valores republicanos y despreciaba los del bando franquista. Mientras dirigentes falangistas señalaron que «no ha participado en desmanes», un vecino la acusó de la quema de la iglesia, aunque matizando que «se dice», «se supone». Posteriormente, "El Rebollo" detenido al finalizar la guerra acusado de ser el Jefe de la Guardia Móvil de la Columna de Hierro y autor de numerosos asesinatos, declaró que María había participado en el asalto a la cárcel de Castellón y en la muerte de varios guardias de la misma, en la muerte del cónsul de Bolivia en Valencia –aún a pesar de que nunca hubo cónsul de Bolivia en Valencia–, ocho sacerdotes y un diputado, además de otras acusaciones menores. El director del Hospital Provincial de Valencia donde estuvo ingresada María por heridas de la guerra certificó que, durante esos crímenes, ella se encontraba hospitalizada.
El 4 de noviembre fue trasladada al Hospital de Valencia por problemas de salud y por el avanzado estado de gestación. Dio a luz el 9 de enero de 1940 y después fue dada de alta, pero de su hijo o hija nunca se volvió a saber nada, ya que fue robado y entregado en adopción. Regresó a la cárcel, a los calabozos del Gobierno Civil de Valencia, y más tarde a la Prisión Provincial de Mujeres de Santa Clara. Permaneció allí hasta su ingreso en la prisión de mujeres de Valencia donde las funcionarias hicieron constar que era «soltera, con un hijo». El consejo de guerra se inició el 28 de julio de 1942. La acusación señaló la comisión de un delito de «adhesión a la rebelión» y pidió la pena de muerte. No se presentaron pruebas más que las manifestaciones que constaban en la instrucción. La defensa pidió una pena de seis años y un día por «auxilio a la rebelión», negando que María participara en ningún crimen y que su labor fue de enfermera en la Columna de Hierro. Tras unos minutos, el tribunal se reunió en secreto y dictó sentencia favorable al fiscal, condenándola a muerte por los delitos de «adhesión a la rebelión» y «desafección al Movimiento». Fue fusilada en el cementerio de Paterna diez días después junto a un grupo de seis hombres. Fue la última mujer ejecutada por la dictadura franquista en el conocido como Paredón de España en Paterna.

## Reconocimientos
En el año 2003 la Associació de Dones de Baladre ”Trencant Silencis del Puerto de Sagunto" dedicó un homenaje a las mujeres que vivieron la represión franquista, entre ellas María la Jabalina. En septiembre de ese año se solicitó que se dedicará una calle o plaza con su nombre. La calle María Pérez Lacruz se encuentra en el barrio La Pinaeta de Sagunto.
Lola López, de la Companya Hongaresa de Teatre, es la autora, actriz y dramaturga de la obra de teatro María la Jabalina, la historia de una joven miliciana donde narra su vida y rinde homenaje a todas las mujeres represaliadas que lucharon por sus ideales de libertad. Esta obra se creó a partir de un encargo de la poetisa Paca Aguirre con el objetivo de contar la historia de las mujeres de los años 30.
En 2021 el Ayuntamiento de Sagunto ha encargado a Cristina Durán y Miguel Ángel Giner la realización de una obra gráfica que plasme la vida de María Pérez Lacruz, conocida por La Jabalina.
En 2022 el podcast multimedia d'À Punt "El mur: els noms de la memòria" dedicó su tercer capítulo a María Pérez Lacruz con el título María la Jabalina, la miliciana de Sagunt.

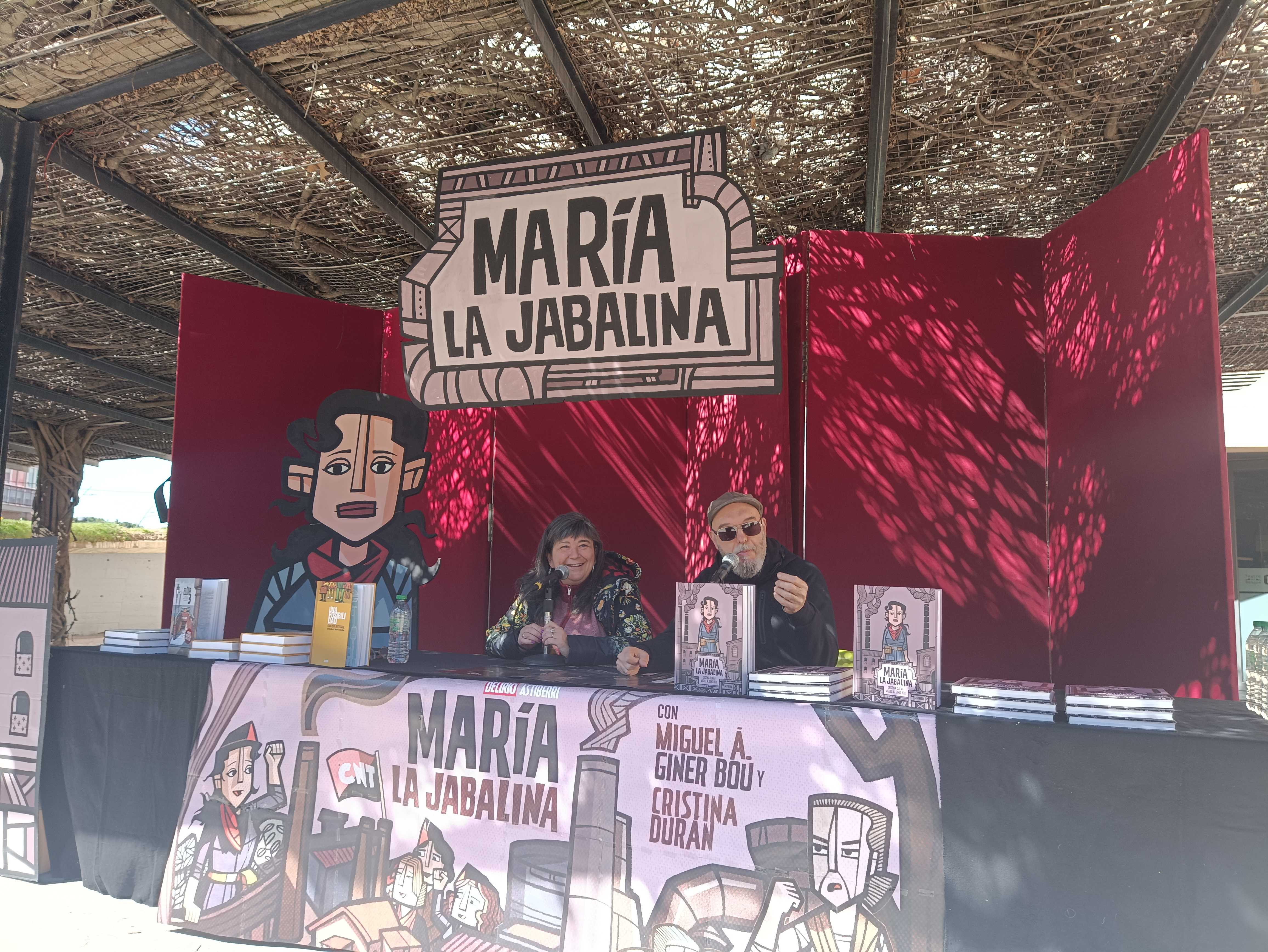
Cristina Durán Costell y Miquel Àngel Giner Bou en la presentación del cómic María la Jabalina, Móstoles (Madrid) 2023

En 2023 publicación del cómic María la Jabalina de Cristina Durán y Miguel Á. Giner Bou.